# Drinian
Lord Drinian – postać fikcyjna z serii „Opowieści z Narnii” C.S. Lewisa. Występuje w trzeciej i czwartej części cyklu: „Podróży Wędrowca do Świtu” i „Srebrnym krześle”.
Narnijski lord, kapitan okrętu „Wędrowiec do Świtu”, wierny sługa i przyjaciel Kaspiana oraz jego syna, księcia Riliana. Pełnił funkcję kapitana narnijskiego statku „Wędrowiec do Świtu”, na którym to okręcie Kaspian X Żeglarz szukał zaginionych siedmiu narnijskich baronów, wygnanych niegdyś przez Miraza. Drinian jest wierny i odważnym rycerzem, na jego statku panował porządek i dyscyplina. Podczas podróży Drinian uratował załogę z rąk handlarzy niewolników, walczył osobiście z wężem morskim i przekonywał Kaspiana, by nie przepływał łodzią do Krainy Aslana (co równało się przecież ze zniknięciem Kaspiana na zawsze). Po zakończeniu podróży dalej wiernie służył Kaspianowi i został opiekunem, a także najlepszym przyjacielem jego syna, Riliana. Odradzał młodemu księciu szukania pomsty na wężu, który zabił jego matkę. To jemu Rilian zwierzył się z celu swoich ciągłych wypraw do lasu - chęć zobaczenia Pani w Zielonej Szacie. Raz Drinian osobiście towarzyszy młodemu księciu w wyprawie do lasu i widzi Panią, ale nie robi ona na nim aż takie wrażenia, jak na Rilianie. Nie powiedział o tych wyprawach Kaspianowi, gdyż dał słowo, że tego nie zrobi. Później żałował tego, gdyż Rilian podczas kolejnej leśnej wyprawy zaginął i zniknął na 10 lat. Drinian więc, po zniknięciu księcia przyznał się Kaspianowi do wszystkiego. Król w pierwszej chwili chciał go zabić, ale uspokoił się i wpadł mu w objęcia. Drinian osobiście prowadził poszukiwania zaginionego księcia. Nie wiadomo, co się z nim później działo, prawdopodobnie jednak żył aż do powrotu Riliana i dalej wiernie mu służył.